# ФК Такуари
Такуари (на испански: Tacuary) е парагвайски футболен отбор от квартал Хара на столицата Асунсион.
Основан е на 10 декември 1923 г. В Примера Дивисион де Парагвай играе сравнително от скоро – 2002 г., но вече 2 пъти участва на Копа Либертадорес и Копа Судамерикана.

## Успехи
- 1х Шампион на Втора дивизия: 2002
- 4х Шампион на Трета дивизия: 1953, 1961, 1983 и 1999